# الحزب الأرثوذكسي
الحزب الأرثودكسي (بالإسبانية: Partido Ortodoxo)‏ هو حزب سياسي كوبي، أسس في 1947، وحل في 1952، يقع مقره في هافانا، وقد تم تأسيسه بواسطة Eduardo Chibás ‏.

## أعضاء بارزون
- كود سباركل
- تحديث القائمة

- فيدل كاسترو ( - 1951)
- هوبر ماتوس
- Eduardo Chibás
- Roberto Agramonte